# Врановићи (Зеница)
Врановићи су насељено мјесто у граду Зеници, Босна и Херцеговина.

## Становништво
|             | 2013.       | 1991.         | 1981.         | 1971.         |
| Укупно      | 58 (100,0%) | 147 (100,0%)  | 191 (100,0%)  | 176 (100,0%)  |
| Бошњаци     | 58 (100,0%) | 147 (100,0%)1 | 190 (99,48%)1 | 175 (99,43%)1 |
| Југословени | –           | –             | 1 (0,524%)    | 1 (0,568%)    |

1. 1 На пописима од 1971. до 1991. Бошњаци су пописивани углавном као Муслимани.